# Rodrigues-Formel
Die Rodrigues-Formel, benannt nach Olinde Rodrigues, ist eine Formel für die Exponentialfunktion einer antisymmetrischen 3×3-Matrix, welche in Matrixform ein Kreuzprodukt beschreibt. Sie lautet:
{\displaystyle \exp([a]_{\times })=I+\sin(\|a\|){\begin{bmatrix}{\dfrac {a}{\|a\|}}\end{bmatrix}}_{\times }+(1-\cos(\|a\|)){\begin{bmatrix}{\dfrac {a}{\|a\|}}\end{bmatrix}}_{\times }^{2}}
Dabei bezeichnet {\displaystyle I} die 3×3-Einheitsmatrix.
Ihre Hauptanwendung liegt darin, dass das Ergebnis eine Drehung um die Achse {\displaystyle a} mit Winkel {\displaystyle \|a\|} als Matrix beschreibt.

## Herleitung
Die Exponentialfunktion lässt sich in eine unendliche Reihe, die für alle Werte aus {\displaystyle \mathbb {R} } absolut konvergiert, entwickeln:
{\displaystyle \exp(x)=\sum _{n=0}^{\infty }{\frac {x^{n}}{n!}}}
Die Gleichung kann auch für beliebige quadratische Matrizen angewendet werden. Eine, die sich wegen ihrer besonderen Eigenschaften dafür eignet, ist die Matrix des Kreuzproduktes. Sie lautet für den dreidimensionalen, reellen Raum {\displaystyle \mathbb {R} ^{3}}:
{\displaystyle {\vec {a}}={\begin{pmatrix}a_{1}\\a_{2}\\a_{3}\end{pmatrix}}\qquad [a]_{\times }={\begin{pmatrix}0&-a_{3}&a_{2}\\a_{3}&0&-a_{1}\\-a_{2}&a_{1}&0\end{pmatrix}}}
Durch Ausmultiplizieren erhält man folgende Formel:
{\displaystyle [a]_{\times }^{3}=[a]_{\times }\cdot [a]_{\times }\cdot [a]_{\times }=-\|a\|^{2}\cdot [a]_{\times }},
wobei {\displaystyle \|a\|={\sqrt {a_{1}^{2}+a_{2}^{2}+a_{3}^{2}}}} die Norm des Vektors {\displaystyle a} ist.
Das bedeutet, dass man Potenzen der Matrix {\displaystyle [a]_{\times }} stets auf Potenzen mit Exponenten kleiner 3 reduzieren kann. Daher sind diese Matrizen für das Einsetzen in Potenzreihen geeignet.
Für Sinus und Cosinus gibt es ebenfalls Taylorentwicklungen. Sie lauten:
{\displaystyle \sin(x)=\sum _{n=0}^{\infty }(-1)^{n}{\frac {x^{2n+1}}{(2n+1)!}}={\frac {x}{1!}}-{\frac {x^{3}}{3!}}+{\frac {x^{5}}{5!}}-\cdots }
{\displaystyle \cos(x)=\sum _{n=0}^{\infty }(-1)^{n}{\frac {x^{2n}}{(2n)!}}=1-{\frac {x^{2}}{2!}}+{\frac {x^{4}}{4!}}-\cdots }
Diese Gleichungen können kombiniert werden: Terme mit geradem Exponenten können durch die Cosinus-Entwicklung und Terme mit ungeradem Exponenten durch die Sinus-Entwicklung ersetzt werden. Nach einigen Vereinfachungen erhält man die Rodrigues-Gleichung.

## Eigenschaften
Sei {\displaystyle R(a)=\exp([a]_{\times })}. Dann gilt: 
{\displaystyle R(-a)\,=\,R(a)^{-1}\,=\,R(a)^{T}}
{\displaystyle R(a)\cdot a=a}

## Anwendung
Vor allem in der Robotik und in der Computergrafik spielt die Rodrigues-Formel eine Rolle. Es existiert immer ein Koordinatensystem, definiert durch {\displaystyle \left(e_{1},e_{2},{\dfrac {a}{\|a\|}}\right)}, in dem für einen Vektor {\displaystyle {\vec {a}}} gilt:
{\displaystyle {\vec {a}}={\begin{pmatrix}0\\0\\\alpha \end{pmatrix}}}
Das bedeutet, dass die Matrix {\displaystyle \exp([a]_{\times })} eine Rotation um die Achse {\displaystyle {\dfrac {a}{\|a\|}}} repräsentiert. Der Drehwinkel ist dabei {\displaystyle \|a\|}, also die Länge des Vektors.